# Zastawne (obwód wołyński)
Zastawne (ukr. Заставне) – wieś na Ukrainie, w obwodzie wołyńskim, w rejonie włodzimierskim, w hromadzie Litowiż. W 2001 roku liczyła 850 mieszkańców.
Do 1946 roku miejscowość nosiła nazwę Żdżary (ukr. Жджари).

## Historia
Pod koniec XIX w. wieś w gminie Grzybowica (Hrybowica), w powiecie włodzimierskim.
W okresie międzywojennym w granicach Polski, w województwie wołyńskim.
W latach 1940-2020 w rejonie iwanickim.